# Sirvydis
Sirvydis ist ein litauischer männlicher Familienname.

## Weibliche Formen
- Sirvydytė (ledig)
- Sirvydienė (verheiratet)

## Personen
- Albinas Sirvydis (1949–2021), Strafrichter
- Deividas Sirvydis (* 2000), litauischer Basketballspieler
- Jonas Sirvydis (* 1936), Manager und Ingenieur, Ehrenbürger von Jonava